# Nami Iguchi
Nami Iguchi (井口奈己?, Iguchi Nami; Tokyo, 4 dicembre 1967) è una regista e sceneggiatrice giapponese.

## Carriera
Nami Iguchi si è iscritta alla Image Forum Institute of Moving Image a 20 anni. Quando era ancora una studentessa ha lavorato come assistente tecnico del suono nel film Sangatsu no raion di Hitoshi Yazaki. Terminati gli studi ha lavorato come assistente tecnico del suono e assistente regista in diverse produzioni, incluso il film Jigoku no keibiin di Kiyoshi Kurosawa.
Nel 1997 ha iniziato a lavorare al suo primo film indipendente, il cortometraggio Inuneko. Girato in 8mm e completato in quattro anni, vince il Planning Award (TBS Award) nel 2001 e il New Director Award ai dodicesimi Japanese Professional Movie Awards. 
Nel 2004, il remake in versione lungometraggio di Inuneko ha vinto il Premio Fipresci per il miglior lungometraggio in concorso e il premio speciale della giuria alla ventiduesima edizione del Torino Film Festival, ricevendo anche una menzione speciale per la sceneggiatura e il Directors Guild of Japan New Directors Award, assegnato per la prima volta ad una regista donna.
In seguito ha diretto e co-sceneggiato il film Don't laugh at my romance (Hito no sekkusu o warauna), tratto dal romanzo di Nao-Cola Yamazaki Non ridere della vita sessuale degli altri, con Ken'ichi Matsuyama come attore protagonista e uscito nelle sale cinamatografiche nel 2008.
Nel 2014 ha diretto il film Nishino Yukihiko no Koi to Bōken, tratto dall'omonimo romanzo di Hiromi Kawakami (pubblicato in Italia con il titolo I dieci amori di Nishino).

## Filmografia

#### Cortometraggi
- Inuneko (犬猫?) (2001) - regia, sceneggiatura, montaggio.
- Dare ka ga Utatteru (だれかが歌ってる?) (2019) - regia, sceneggiatura, montaggio.
- Hidarite ni Ki o Tsukero (左手に気をつけろ?) (2023) - regia, sceneggiatura, montaggio.

#### Lungometraggi
- Inuneko (犬猫?) (2004) - regia, sceneggiatura, montaggio.
- Hito no sekkusu o warauna (人のセックスを笑うな?) (2008)  - regia, sceneggiatura.
- Nishino Yukihiko no Koi to Bōken (ニシノユキヒコの恋と冒険?) (2014) - regia, sceneggiatura, montaggio.

#### Documentari
- Kodomo ga eiga o tsukuru toki (こどもが映画をつくるとき?) (2021) - regia, montaggio.

#### Video musicali
- Silhouette (シルエット) - Shione Yukawa (2004).
- BLUE - group_inou (2015).